# Ton style
Pistes de La Solitude
Les Albatros Faites l'amour
Ton style est une chanson, d'inspiration romantique de Léo Ferré, parue dans l'album La Solitude en 1971. 

## Enregistrement

### Production
- Arrangements et direction musicale : Léo Ferré
- Prise de son : ?
- Production exécutive : Richard Marsan

## Reprises
En 2009, les frères Larrieu utilisent l'intégralité de la chanson pour accompagner la fin de leur film de science-fiction apocalyptique Les Derniers Jours du monde.
En 2016, la chanteuse Annick Cisaruk reprend cette chanson dans son album Où va cet univers ?.